# Sila (stolica tytularna)
Sila (łac. Diocesis Silensis) – stolica historycznej diecezji we Cesarstwie rzymskim w prowincji Numidia zlikwidowana w VII w. podczas ekspansji islamskiej, współcześnie w północnej Algierii. Obecnie katolickie biskupstwo tytularne.

## Biskupi tytularni
| Lp. | Biskup                  | Funkcja                                      | Od                   | Do                |
| --- | ----------------------- | -------------------------------------------- | -------------------- | ----------------- |
| 1   | Francis Spellman        | biskup pomocniczy Bostonu (USA)              | 30 lipca 1932        | 15 kwietnia 1939  |
| 2   | Thomas Arthur Connolly  | biskup pomocniczy San Francisco (USA)        | 10 czerwca 1939      | 18 maja 1950      |
| 3   | Cornelius Lucey         | biskup koadiutor Cork (Irlandia)             | 14 listopada 1950    | 24 sierpnia 1952  |
| 4   | Joseph Trương Cao Đại   | wikariusz apostolski Hải Phòng (Wietnam)     | 8 stycznia 1953      | 29 czerwca 1969   |
| 5   | Alberto Rencoret Donoso | emerytowany arcybiskup Puerto Montt (Chile)  | 18 maja 1970         | 26 lutego 1976    |
| 6   | Michael Murphy          | biskup koadiutor Cork (Irlandia)             | 1 kwietnia 1976      | 23 sierpnia 1980  |
| 7   | Leoncio Leviste Lat     | biskup pomocniczy Malolos (Filipiny)         | 30 października 1980 | 6 listopada 2002  |
| 8   | Angelo Amato            | urzędnik Kurii Rzymskiej                     | 19 grudnia 2002      | 20 listopada 2010 |
| 9   | Savio Hon Tai-Fai       | urzędnik Kurii Rzymskiej nuncjusz apostolski | 23 grudnia 2010      |                   |